# Basdahl
Basdahl er en kommune med godt 1.400 indbyggere (2013) i Samtgemeinde Geestequelle i den nordlige del af Landkreis Rotenburg (Wümme), i den nordlige del af den tyske delstat Niedersachsen.

## Geografi
I kommunen ligger landsbyerne Basdahl, Oese og Volkmarst. I den nordlige del af kommunen ligger gestområdet Wesermünder Geest